# Vjollca Ademi
Vjollca Ademi (mac. Вјолца Адеми; ur. 7 stycznia 1971 w Gostiwarze) – północnomacedońska polityczka pochodzenia albańskiego, w latach 2020–2024 deputowana do Zgromadzenia Republiki Macedonii Północnej z ramienia Demokratycznego Związku na rzecz Integracji.